# ソリアショッピングセンター
北緯11度34分3秒 東経104度55分15秒 / 北緯11.56750度 東経104.92083度座標: 北緯11度34分3秒 東経104度55分15秒 / 北緯11.56750度 東経104.92083度
ソリアショッピングセンターは、カンボジアのプノンペンに所在する、大型ショッピングセンターでカンボジア初の複合大型商業施設である。

## 概要
2002年に開業した。内部にはファーストフード店やスーパーマーケットや専門店が軒を連ねる。。主な客層は近年の経済発展の恩恵を受けて増えた中間層や観光客。

## ギャラリー

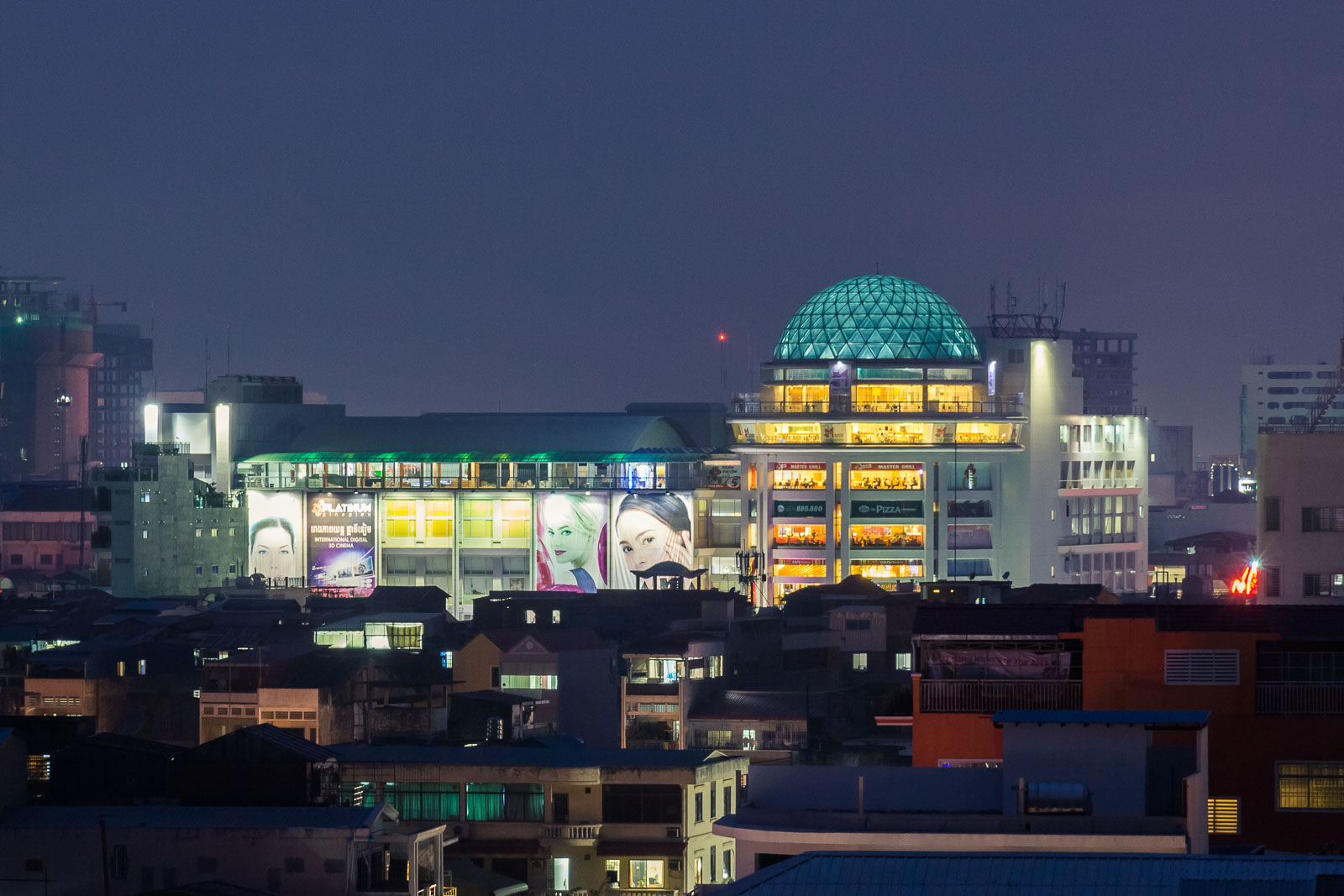
夜景
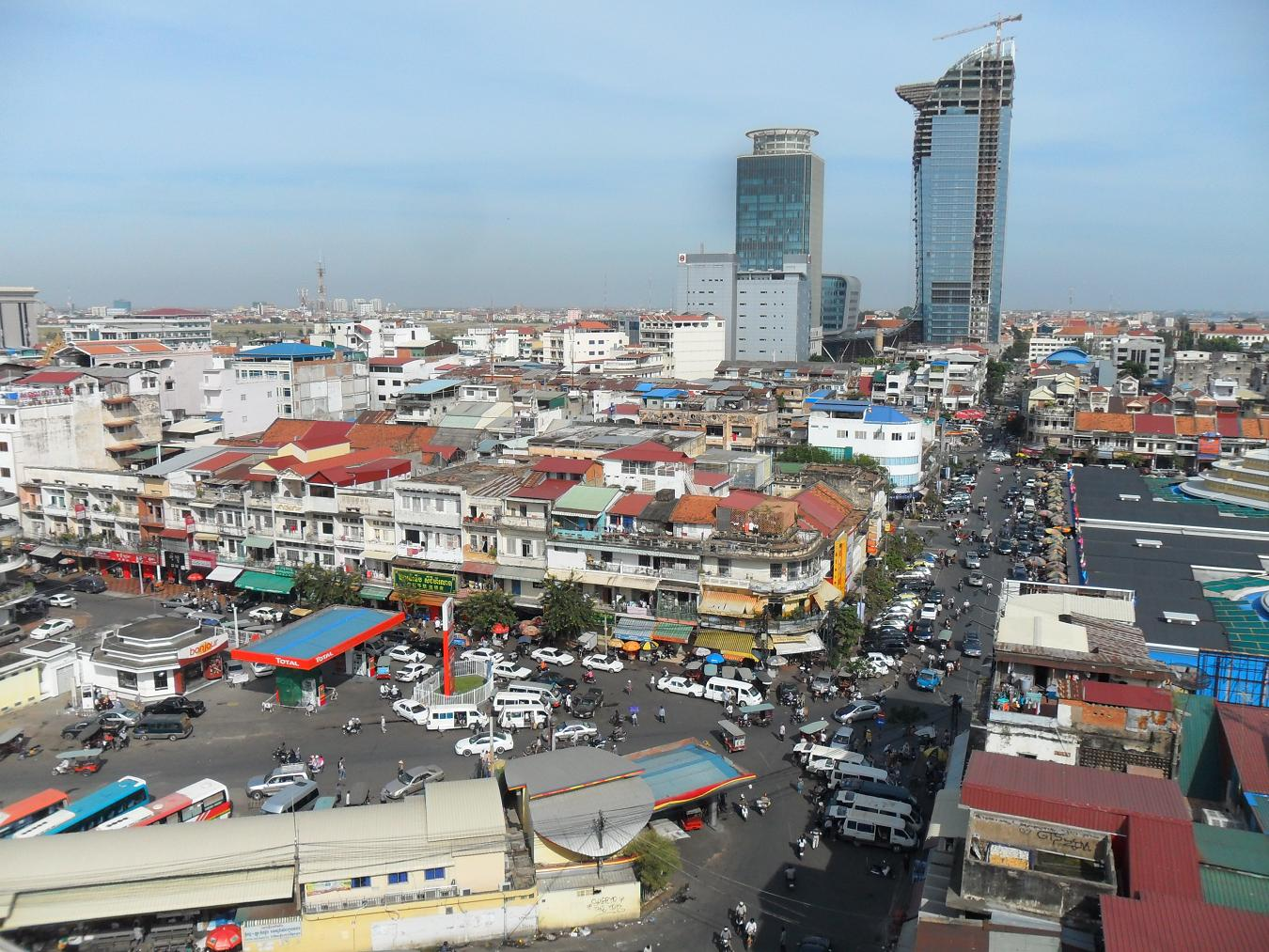
ソリアショッピングセンターからの景色